# Прва лига Југославије у кошарци 1947.
Прва лига Југославије у кошарци 1947. је било 3. првенство СФРЈ у кошарци. Играно је у Загребу по турнирском систему. Титулу је освојила Црвена звезда.

### Табела
|    | Тим               | Игр. | Поб. | Пор. | П+  | П-  | Бод |
| -- | ----------------- | ---- | ---- | ---- | --- | --- | --- |
| 1. | Црвена звезда     | 4    | 4    | 0    | 167 | 118 | 8   |
| 2. | Задар             | 4    | 2    | 2    | 192 | 158 | 4   |
| 3. | Партизан          | 4    | 2    | 2    | 179 | 152 | 4   |
| 4. | Пролетер Зрењанин | 4    | 2    | 2    | 178 | 159 | 4   |
| 5. | Јединство Загреб  | 4    | 0    | 4    | 118 | 247 | 0   |

| Првак Прве лиге Југославије 1947. |
| --------------------------------- |
| КК Црвена звезда 2. титула        |

Састав: Небојша Поповић, Срђа Калембер, Александар Гец, Борислав Станковић, Александар Николић, Милан Бјегојевић, Милан Благојевић, Страхиња Алагић, Миодраг Соколовић, Драган Гоџић, Раде Јовановић, Ђорђе Лазић, Христофор Димитријевић, Василије Стојковић; тренер - Небојша Поповић